# MAVERIC (Airbus)
MAVERIC  (sigla em inglês: Model Aircraft for Validation and Experimentation of Robust Innovative Controls) um modelo de uma aeronave comercial. MAVERIC tem 2 metros de comprimento e 3,2 metros de largura, com uma superfície de cerca de 2,25 metros quadrados. A Airbus mostrou o modelo em 11 de fevereiro de 2020, "Singapore Airshow 2020". O avião se parece com a proposta asa voadora Northrop da década de 1940.
O protótipo apresentado em Cingapura em 2017 já decolou em junho de 2019 no centro da França. Desde então, está passando por testes, que continuarão até o final do segundo trimestre de 2020. MAVERIC possui um design BWB de aeronave, que tem o potencial de reduzir o consumo de combustível em até 20% em comparação aos modelos atuais de corredor único com o mesmo motor.